# 北浦郵便局 (秋田県)
北浦郵便局（きたうらゆうびんきょく）は、秋田県男鹿市北浦にある郵便局。民営化前の分類では集配特定郵便局であった。

## 概要
住所：〒010-0699 秋田県男鹿市北浦北浦表町字表町53-3

## 沿革
- 1874年（明治7年）4月1日 - 北浦郵便取扱所として開設[1]。
- 1875年（明治8年）1月1日 - 北浦郵便局（五等）となる。
- 1885年（明治18年）10月1日 - 貯金取扱を開始。
- 1890年（明治23年）11月1日 - 為替取扱を開始。
- 1892年（明治25年）6月1日 - 小為替振出事務取扱を開始[2]。
- 1896年（明治29年）11月16日 - 小包郵便取扱を開始[3]。
- 1897年（明治30年）
  - 3月11日 - 北浦郵便電信局（三等）となる[4]。
  - 5月21日 - 電信為替取扱を開始[5]。
- 1903年（明治36年）4月1日 - 通信官署官制の施行に伴い北浦郵便局となる。
- 1928年（昭和3年）3月26日 - 電話通話事務を開始[6]。
- 1969年（昭和44年）12月5日 - 電話交換業務を男鹿電報電話局に移管[7][8]。
- 2007年（平成19年）10月1日 - 民営化に伴い、併設された郵便事業秋田支店北浦集配センターに一部業務を移管。
- 2012年（平成24年）10月1日 - 日本郵便株式会社発足に伴い、郵便事業秋田支店北浦集配センターを北浦郵便局に統合。

## 取扱内容
- 郵便、印紙、ゆうパック、チルドゆうパック、内容証明、国際郵便
- 貯金、為替、振替、振込、国債
- 生命保険、バイク自賠責保険、がん保険
- ゆうちょ銀行ATM
- 男鹿市内の一部地域（〒010-06xx）の集配業務

## 周辺
- 男鹿市役所 北浦出張所
- 男鹿市立北陽小学校（廃校）
- 男鹿市立男鹿北中学校（廃校）
- 男鹿地区消防一部事務組合 男鹿地区消防署北分署
- 北浦漁港

## アクセス
- 秋田中央交通バス 北浦表町停留所下車
- 駐車場あり：5台